# سمر سلام
سمرسلام (بالإنجليزية: Summer slam)‏ مهرجان للمصارعة يقام في شهر أغسطس، وهو يعتبر ثاني أكبر مهرجان بعد ريستلمانيا. بدأ المهرجان في تاريخ 29 أغسطس 1988 في نيويورك، وهو واحد من المهرجانات الأربعة الكبيرة: راسلمينيا، ورويال رمبل، وسرفايفر سيريس، وهو ثاني أقدم مهرجان منذ 1988 حتى الآن.

## سمر سلام 2010 كان حافل بالمباريات أهمها
- كين (بالإنجليزية: Kane) ضد ري مستريو (بالإنجليزية: Rey Mestario) على بطولة الوزن الثقيل الفائز كين
- زاك رايدر (بالإنجليزية: Zack Ryder) ضد إيفان بورن (بالإنجليزية: Evan Borne) الفائز ايفان بورن.
- كوفي كنغستون (بالإنجليزية: kofi Kingston) ضد دولف زجلر (بالإنجليزية: Dolph Ziggler)على لقب القارات الفائز دولف زجلر.
- بيغ شو (بالإنجليزية: Big Show) ضد سي ام بانك (بالإنجليزية: CM Punk) الفائز بيغ شو.
- فريق WWE (جون سينا (بالإنجليزية: جون سينا)، ار تروث (بالإنجليزية: R-Truth)، جون موريسون (بالإنجليزية: John Morrison)، ايدج (بالإنجليزية: Edge), كريس جريكو (بالإنجليزية: Chris Jereco)، بريت هارت (بالإنجليزية: bret Heart)، دانيال برايان (بالإنجليزية: Danial Brayen) ضد فريق Nexus (ويد باريت (بالإنجليزية: Wade Barrett), ديفد اوتنغا (بالإنجليزية: David Otunga)، سكيب شافليد، هيث سلاتر (بالإنجليزية: Heath Slater), دراين يونغ، جاستن جابرييل (بالإنجليزية: Justin Gabriel)، مايكل تارفر) من نوع فرق الاقصاء دانيال براين أقصى دراين يونغ باخضاعه، جون موريسون أقصى مايكل تارفر بستار شيب بين، سكيب شافليد أقصى جون موريسون وار تروث بالضربة الاندفاعية باليد، سكيب شافليد نفذ عليه كولد بريكر من جريكو، وايدج نفذ على سكيب سبير واقصاه، كريس جريكو أقصى ديفد اوتنغا بالجدار، هيث سلاتر أقصى ايدج وجيريكو بكسر الرقبة، دانيال براين أقصى سلاتر بركلة الوجه، ويد بايت أقصى براين بويستلند، جون سينا أقصى غأبريل ب FU، جون سينا أقصى باريت ب STFU الفائز جون سينا وفريق دبليو دبليو إي.

## سمر سلام 2011
حفل مهرجان سمر سلام 2011 بالعديد من المباريات المنتظرة بشدة لم يكن هناك عدد كبير من المباريات سوى خمسة فقط، لكن كانت كل واحدة منهم ذات أهمية خاصة حيث تواجه شيمس (بالإنجليزية: شيمس) مع المصارع الضخم الذي أثار الرعب في الفترة الأخيرة وهو مارك هنري (بالإنجليزية: Mark Henry)، كما تواجه بطل العالم للوزن الثقيل كريستشان (بالإنجليزية: Christian) مع راندي أورتن (بالإنجليزية: راندي أورتن)، أما عن أهم المباريات فكانت بين بطل المصارعة (بالإنجليزية: بطولة العالم للدبليو دبليو إي للوزن الثقيل) جون سينا (بالإنجليزية: جون سينا) ضد بطل المصارعة سي إم بانك (بالإنجليزية: CM Punk) حيث ولأول مرة هناك بطلان لإتحاد المصارعة وكانت هذه المبارة لتحديد بطل واحد غير متنازع عليه.
بدأ المهرجان بعزف النشيد الوطني للولايات المتحدة الأميريكية، وكانت أول مباراة عبارة عن مباراة تبادلية بين ستة رجال ذا ميز (بالإنجليزية: The Miz) وآر تروث (بالإنجليزية: R-Truth) وألبيرتو ديل ريو (بالإنجليزية: Alberto Del Rio) ضد كوفي كينجستون (بالإنجليزية: Kofi Kingston) وجون موريسون (بالأنجليزية: John Morrison) وراي ميستيريو (بالإنجليزية: Rey Mestario) وفاز فريق ميستيريو وموريسون وكينجستون بعد تنفيذ ميستيريو حركته الشهيرة 619.
ثم ظهر نائب رئيس المصارعة للعلاقات الخارجية جون ليونيتس (بالإنجليزية: John Leonitce) وطالب سي إم بانك بالاعتذار لهُ فقد ضربه بدون قصد في حلقة رو السابقة للمهرجان فاعتذر لهُ بانك اعتذاراً ساخراً، ثم تواجه مارك هنري (بالإنجليزية: Mark Henry) ذلك المصارع الضخم مع المصارع الأيرلندي شيمس (بالإنجليزية: Sheamus) وفاز عليه مارك هنري نتيجة بقاء شيمس خارج الحلبة أكثر من عشرة عدات وبذلك استبعد للمخالفة بعدما حمله مارك هنري وصدمه بعامود الحلبة ثم اخترق به الحاجز فلم يستطع شيمس الوقوف علي قديميه.
و ظهر كريستشان وأخذ يتكلم عن ذلك الأعلان المهم الذي سيقوم به قبل مباراته وكان هناك سي لو جرين (بالأنجليزية: Cee loo green) صاحب أغنية الرسمية للمهرجان، وغني الأغنية ثم تواجه دانيال براين (بالإنجليزية: Danial Bryan) ضد وايد باريت (بالإنجليزية: Wade Barrett) الذي فاز عليهِ بعد تنفيذه حركته القاضية ويد سلام (بالإنجليزية: Wade Slam).
والآن حان الوقت لأحد الحدثين الرئيسين وهو مباراة علي بطولة العالم للوزن الثقيل (بالإنجليزية: World Heavy Weight Championship) بين بطل العالم للوزن الثقيل كريستشان (بالإنجليزية: Christian) ضد راندي أورتن (بالإنجليزية: Randy Orton) وهي من نوع لا قوانيين (بالإنجليزية: No Holds Barred) أعلن فيها كريستشان أن صديقه وبطل سابق للوزن الثقيل إيدج (بالإنجليزية: Edge) سيكون إلي جانبه ليساعده علي الفوز وظهر إيدج وأخد يتحث الي كريستشان أخبره أنه أصبح يستخدم أساليباً سيئة للفوز ثم غادر ولم يساعده وظهر راندي أورتن وفاز علي كريستشان بعد استخدامه عصا ودرج فولاذي وحاويات قمامة قام بضرب كريستشان بها بالإضافة إلي رمية عبر طاولة التعليق وأصبح راندي أورتن بطل العالم للوزن الثقيل.
وثم جاء الحدث الرئيسي المنتظر لتحديد بطل اتحاد المصارعة غير المتنازع عليه بين بطل اتحاد المصارعة جون سينا (بالإنجليزية: جون سينا) وبطل اتحاد المصارعة سي إم بانك (بالإنجليزية: CM Punk) وكان الحكم الضيف مأمور الاعلي للإدارة (بالإنجليزية: Chief Operating Officer) تريبل إتش (بالإنجليزية: تربل إتش) كانت مباراة حامية حاول كل منهما الفوز بأي شكل وفي النهاية قام تريبل إتش بالعد خطأً علي جون سينا ليفوز سي إم بانك فقد كانت قدم جون سينا علي الحبل مما يجعل التثبيت غير قانوني لكنه تم وأصبح سي إم بانك بطل المصارعة غير المتنازع عليه ثم ظهر المصارع الضخم كيفين ناش (بالإنجليزية: Keven Nash) وقام بتوجيه ضربة باور سلام (بالإنجليزية: Power Slam) لسي إم بانك ثم ظهر ألبيرتو ديل ريو (بالإنجليزية: Alberto Del Rio) وصرف عقد النقود في المصرف الذي فاز بهِ الذي يجعل لهُ الحق في مباراة على لقب المصارعة في أي وقت وأي مكان لمدة عام وفاز علي سي إم بانك وأصبح بطل الاتحاد غير المتنازع عليه.

### المباريات
| م | الأول                              | ضـــــــــــــد | الثـــــــــــــــــاني                   | الفـــــــــــائز         | ملاحظـــــــــات               |
| - | ---------------------------------- | --------------- | ----------------------------------------- | ------------------------- | ------------------------------ |
| 1 | ذا ميز + آر تروث + البيرتو ديل ريو | ضد              | كوفي كينغستون + جون موريسون + ري ميستيريو | كوفي + موريسون + ميستيريو |                                |
| 2 | مارك هنري                          | ضد              | شيمس                                      | مارك هنري                 | استبعاد                        |
| 3 | دانيال براين                       | ضد              | وايد باريت                                | وايد باريت                |                                |
| 4 | راندي أورتن                        | ضد              | كريستيان                                  | راندي أورتن               | بطولة العالم في الوزن الثقيل   |
| 5 | جون سينا                           | ضد              | سي ام بانك                                | سي ام بانك                | بطل المصارعة الغير متنازع عليه |

### سمر سلام 2012
افتتح العرض الاستباقي باستعراض للجماهير الغفيرة التي حضرت لمشاهدة مهرجان الصيف الكبير، ثم بالتذكير بأهم نزالات والأحداث التي ستقام في سمر سلام 2012.
أجرى المذيع مقابلة مع بيغ شو حول نزاله الثلاثي ضد جون سينا وسي ام بونك وأكد بدوره أنه ليس بطلا من إنتاج بوليوود وأنه يشكل تهديدا خطيرا على خصميه.
النزال الأول (بطولة الولايات المتحدة)
انتونيو سيزارو - يهزم - سانتينو ماريلا
ظهر تريبل اتش يتحدث لحكم النزال بينه وبين بروك ليسنر ويشرح له أهمية هذا النزال للجميع ولـ دبليو دبليو إي وقال أن النزال لن ينتهي بعدم أهلية أو ما شابه وأن ما سيحدث هو قتال حقيقي وطلب منه أن يدعهم يتقاتلوا حتى النهاية.
العرض الرئيسي
افتتح العرض الرئيسي أحداثه بالتحدي الكبير والقوي بين النجمين كريس جيريكو ودولف زيغلر في صراع إثبات الذات لكل منهما.
النزال الثاني (الخبرة ضد الشباب)
كريس جيريكو - ضد - دولف زيغلر
أجرى المذيع مقابلة مع بول هيمان وبروك ليسنر تحدث فيها الأول عن النزال الذي سيكسر فيها الثاني روح دبليو دبليو إي. كما أكد ليسنر أنه سيهزم تريبل اتش في هذه المواجه وطلب هيمان منه الاستسلام كذلك.
النزال الثالث (تصفية الحسابات)
دانيال براين - يهزم - المصارع كين
صبّ كين جام غضبه على المذيع جوش ماثيوز خلف الكواليس أثناء بحثه عن دانيال براين الذي خطف الفوز بطريقة مفاجئة للغاية.
النزال الرابع (بطولة القارات)
ذا ميز - يهزم - ري مستريو
ظهر تيدي لونغ إلى جانب ايف توريس وتحدث معها حول شعور الجماهير بعد حصولها على المنصب الجديد. كما تحدث سي ام بونك عن العلاقة السابقة مع اي جي التي أقلّت من الحديث
النزال الخامس (بطولة العالم للوزن الثقيل)
شيمس - يهزم - البيرتو ديل ريو
النزال السادس (بطولة دبليو دبليو إي للفرق (الزوجي))
فريق ار تروث وكوفي كينغستون - يهزم - فريق تايتوس أونيل ودارين يونغ
النزال السابع (بطولة WWE)
سي ام بونك - يهزم - بيغ شو وجون سينا losha - www.losha.net
قام المغني الشهير الذي قام بغناء أغنية عرض سمر سلام 2012 بتقديمها في الصالة الرياضية للجماهير الحاضرة للعرض. ثم تم التذكير بتاريخ العداء بين بروك ليسنر وتريبل اتش وما فعله الأول ل شون مايكلز الأسبوع الماضي في عرض الرو.
النزال الثامن (الملحمة الكبرى في سمر سلام)
بروك ليسنر - يهزم - تريبل اتش
انتهى النزال باستسلام تريبل اتش بعد أن أطبق عليه بروك ليسنر بحركته الشهيرة قبضة كيمورا غادر تريبل اتش الحلبة شاحب الوجه بعد هذه الخسارة الكبيرة إلّا أن صيحات الجماهير التي هتفت باسمه خففت عنه وقع الصدمة